# Rezerwat przyrody Cisy na Górze Jawor
Cisy na Górze Jawor – rezerwat przyrody położony na gruntach miejscowości Bystre w gminie Baligród, w powiecie leskim, w województwie podkarpackim.
Rezerwat znajduje się na terenie Ciśniańsko-Wetlińskiego Parku Krajobrazowego, na południowym stoku góry Jawor.
numer według rejestru wojewódzkiego – 10
powierzchnia – 3,68 ha (akt powołujący podawał 3,02 ha)
dokument powołujący – M.P. 1957.18.144
rodzaj rezerwatu – florystyczny
- typ rezerwatu – florystyczny

- podtyp rezerwatu – krzewów i drzew

- typ ekosystemu – leśny i borowy

- podtyp ekosystemu – lasów górskich i podgórskich

przedmiot ochrony (według aktu powołującego) – naturalne stanowisko cisa pospolitego
Ochronie na terenie rezerwatu podlega zgrupowanie 262 sztuk cisa pospolitego (Taxus baccata) w pobliżu wschodniej granicy zasięgu tego gatunku. Inne gatunki występujących tu roślin chronionych to m.in. podkolan biały, lilia złotogłów i ostrożeń wschodniokarpacki.